# Supercoppa delle Fær Øer 2016
La 10ª edizione della Supercoppa delle Fær Øer si è svolta il 27 febbraio 2016 al Tórsvøllur di Tórshavn tra il B36 Tórshavn, vincitrice della Formuladeildin 2015, e il Víkingur Gøta, vincitore della coppa nazionale.

## Tabellino
| Arbitro: | Troleis |

|  |           |               |
|  | Marcatori | 66’ Vatnhamar |